# 兹尔马尼亚河鳟
茲爾馬尼亞河鱒（学名：Salmo zrmanjaensis），為輻鰭魚綱鮭形目鮭科的一種，為溫帶淡水魚，分布於歐洲克羅地亞茲爾馬尼亞河（Zrmanja）流域，棲息在底中層水域，生活習性不明。